# 연맹공군 항공마법음악대 루미너스 위치스
《연맹공군 항공마법음악대 루미너스 위치스》(일본어: 連盟空軍航空魔法音楽隊ルミナスウィッチーズ)는 시마다 후미카네와 Projekt World Witches를 원작한 미디어 믹스 작품. 「월드 위치스 시리즈」 10주년 프로젝트 작품으로 기존 항공단과 달리 전투를 벌이지 않고 전장에 휘말린 사람들에게 힘을 북돋우는 음악대로 활동한다.